# Nữ phi hành gia của Trung Quốc
Năm 2012, Trung Quốc đã trở thành quốc gia thứ ba sau Liên Xô/Nga và Hoa Kỳ đưa phụ nữ vào vũ trụ bằng chương trình không gian riêng; 49 năm sau nữ phi hành gia đầu tiên đi vào không gian, Valentina Tereshkova.

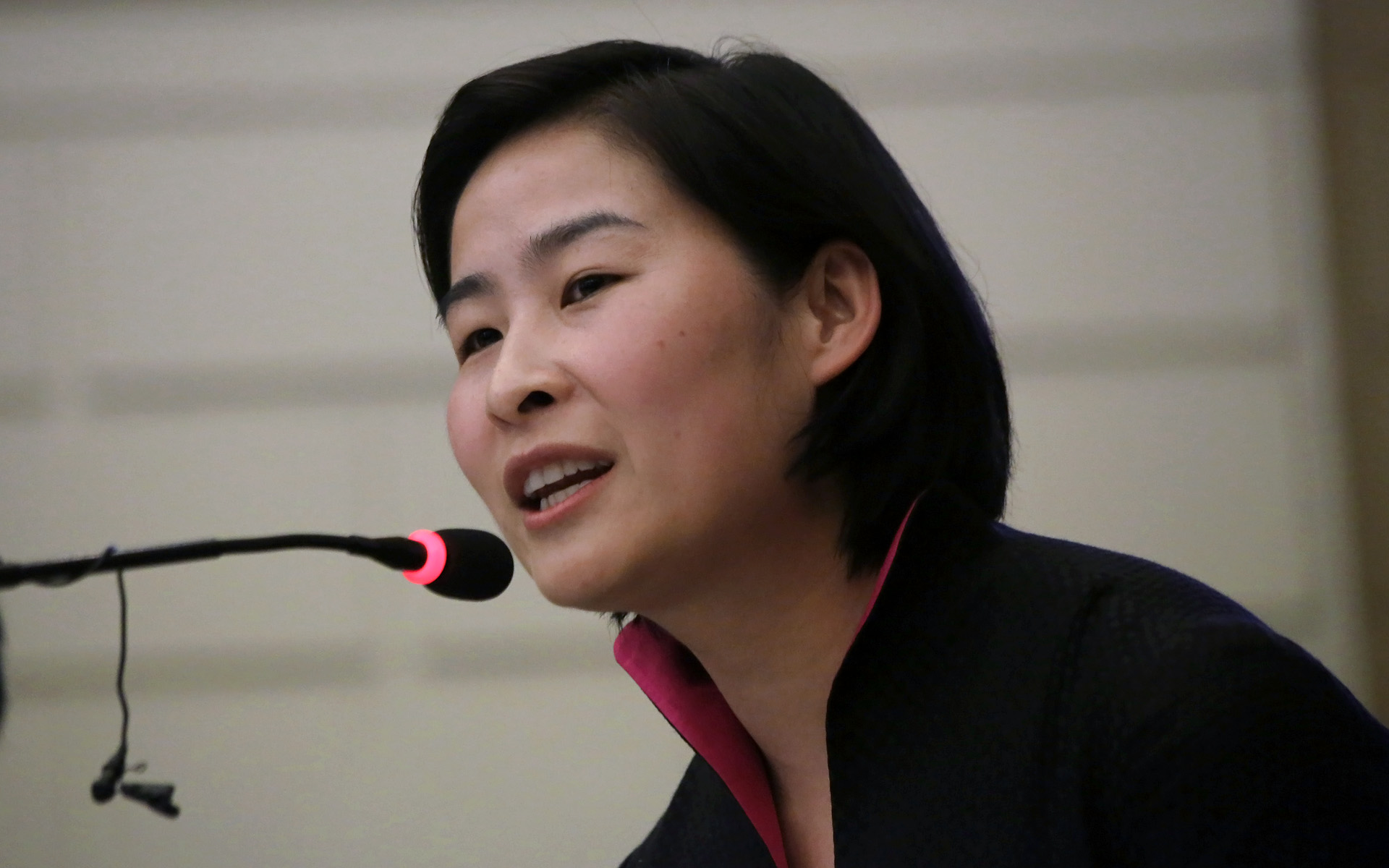
Phi hành gia Lưu Dương trong sự kiện 50 Years of Women in Space do UNOOSA tổ chức tại Bảo tàng Lịch sử Tự nhiên Vienna, năm 2013.

## Lịch sử
Tháng 10 năm 2003, sau thành công của chuyến bay người lái đầu tiên Thần Châu 5 , Trung Quốc cũng công bố kế hoạch đưa một phụ nữ vào vũ trụ. Cố Tú Liên, chủ tịch Liên đoàn Phụ nữ Toàn quốc Trung Hoa (ACWF), chia sẽ bà đã đề xuất rằng phụ nữ cũng nên được đào tạo cho các sứ mệnh không gian sau chuyến du hành vũ trụ có người lái đầu tiên của Trung Quốc.
Ban đầu, tiêu chí chọn lựa là phụ nữ đã kết hôn, không có vấn đề gì về sức khỏe, và ưu tiên những người đã sinh con (mặc dù cả Lưu Dương và Vương Á Bình vào thời điểm được chọn đều không có con). Về sau, tiêu chí hôn nhân và có con được cho là đã bị loại bỏ.

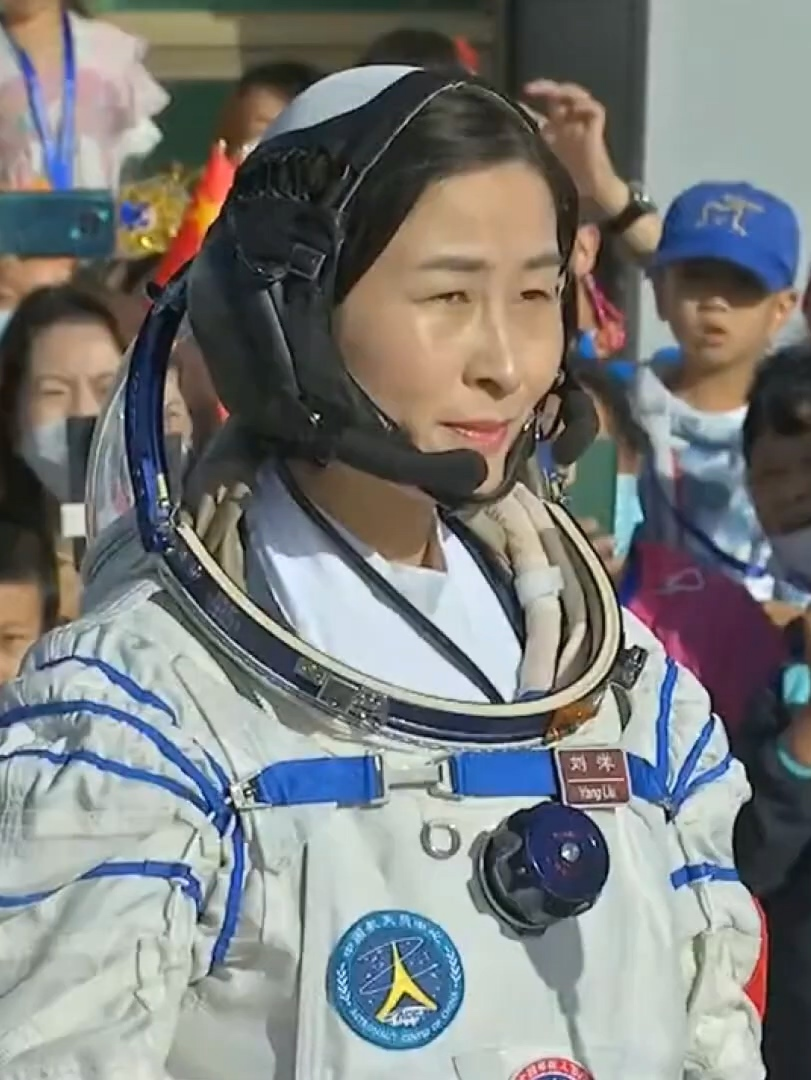
Lưu Dương, người phụ nữ đầu tiên của Trung Quốc trong không gian

Ngày 16 tháng 6 năm 2012, Thiếu tá Lưu Dương là người phụ nữ đầu tiên của Trung Quốc được phóng lên vũ trụ trên con tàu Thần Châu 9 cùng với hai đồng nghiệp nam tới trạm vũ trụ Thiên Cung 1 của Trung Quốc. Sứ mệnh vũ trụ cất cánh lúc 18:37 (10:37 UTC) từ Trung tâm phóng vệ tinh Tửu Tuyền, rìa sa mạc Gobi. Cô đã đi vào không gian vào dịp kỷ niệm 49 năm ngày phóng tàu Vostok 6, chuyến bay vũ trụ đầu tiên của một người phụ nữ, Valentina Tereshkova.

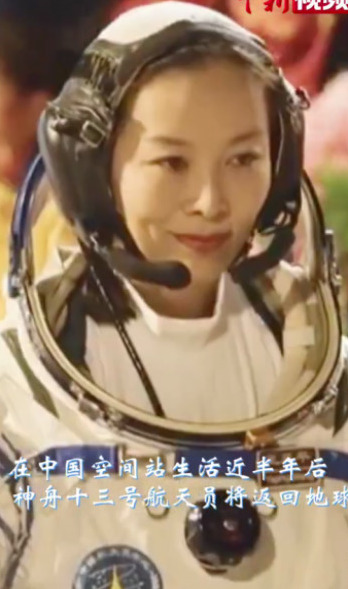
Vương Á Bình, người phụ nữ đầu tiên của Trung Quốc bước đi trong không gian

Ngày 11 tháng 6 năm 2013, lần thứ hai Trung Quốc đưa phụ nữ vào vũ trụ, phi hành gia Vương Á Bình là người mang vinh dự này. Trên trạm Thiên Cung 1, cô đã làm một vài thí nghiệm vật lý trong môi trường không trọng lực, thuyết giảng về khoa học trên quỹ đạo và bài giảng được truyền về trái đất cho các em học sinh cùng theo dõi.
Tháng 5 năm 2018, Trung Quốc bắt đầu tuyển chọn lứa phi hành gia dự bị thứ ba và tuyên bố sẽ chọn thêm các nữ phi hành gia. Tháng 9 năm 2020, cuộc tuyển chọn kết thúc và một nữ phi hành gia đã được chọn, thông tin cá nhân của cô vẫn chưa được công khai.
Ngày 23 tháng 11 năm 2020, chỉ huy không gian Chu Thừa Ngọc, 24 tuổi, là người đứng sau sứ mệnh thành công của vụ phóng tàu thăm dò Mặt trăng Hằng Nga 5, thuộc Chương trình thám hiểm Mặt Trăng của Trung Quốc.
Ngày 15 tháng 10 năm 2021, Đại tá Vương Á Bình là người phụ nữ đầu tiên của Trung Quốc hai lần du hành vũ trụ trên tàu Thần Châu 13 cùng với hai đồng nghiệp nam tới trạm vũ trụ Thiên Cung. Sứ mệnh vũ trụ cất cánh lúc 00:23 (16:23 UTC) từ Trung tâm phóng vệ tinh Tửu Tuyền, rìa sa mạc Gobi.

## Danh sách phụ nữ Trung Quốc bay vào không gian theo từng sứ mệnh
| Tên          | Sứ mệnh                    | Thời điểm         | Nổi bật |
| ------------ | -------------------------- | ----------------- | --- |
| Lưu Dương    | Thần Châu 9, Thần Châu 14  | 2012, 2022        | Người phụ nữ Trung Quốc đầu tiên bay vào vũ trụ và sứ mệnh đầu tiên tới trạm vũ trụ Thiên Cung 1. |
| Vương Á Bình | Thần Châu 10, Thần Châu 13 | 2013, 2021 – 2022 | Người phụ nữ Trung Quốc thứ hai bay vào vũ trụ và người phụ nữ thứ hai tới trạm vũ trụ Thiên Cung 1; Người phụ nữ Trung Quốc đầu tiên du hành vũ trụ hai lần, người phụ nữ đầu tiên tới trạm vũ trụ Thiên Cung, và là người phụ nữ Trung Quốc đầu tiên bước đi trong không gian. |

## Kỷ lục
Cập nhật tới ngày 16 tháng 12 năm 2022.
| Kỷ lục đầu                                                | Ngày                 | Sứ mệnh      | Phi hành gia | Ghi chú                                |
| --------------------------------------------------------- | -------------------- | ------------ | ------------ | -------------------------------------- |
| Người phụ nữ Trung Quốc đầu tiên bay vào vũ trụ           | 16 tháng 6 năm 2012  | Thần Châu 9  | Lưu Dương    | [ 17 ]                                 |
| Người phụ nữ Trung Quốc đầu tiên bay vào quỹ đạo          | 16 tháng 6 năm 2012  | Thần Châu 9  | Lưu Dương    | [ 18 ]                                 |
| Người phụ nữ Trung Quốc đầu tiên lên trạm vũ trụ          | 18 tháng 6 năm 2012  | Thần Châu 9  | Lưu Dương    | Lưu Dương lên trạm vũ trụ Thiên Cung 1 |
| Người phụ nữ Trung Quốc đầu tiên bước đi ngoài không gian | 7 tháng 11 năm 2021  | Thần Châu 13 | Vương Á Bình | [ 15 ]                                 |
| Người phụ nữ Trung Quốc đầu tiên chỉ huy sứ mệnh          | chưa có              | chưa có      | chưa có      |                                        |
| Người phụ nữ Trung Quốc đầu tiên thực hiện nhiều sứ mệnh  | 15 tháng 10 năm 2021 | Thần Châu 13 | Vương Á Bình | [ 15 ]                                 |

| Thành tích                                                                       | Trị số                                         | Phi hành gia           | Ghi chú                                                                           |
| -------------------------------------------------------------------------------- | ---------------------------------------------- | ---------------------- | --------------------------------------------------------------------------------- |
| Thời gian dài nhất trong không gian (sứ mệnh đơn lẻ)                             | 182 ngày 9 giờ 32 phút (Thần Châu 13)          | Vương Á Bình           |                                                                                   |
| Thời gian dài nhất trong không gian (tích luỹ)                                   | 197 ngày 1 phút (Thần Châu 10 và Thần Châu 13) | Vương Á Bình           |                                                                                   |
| Thời gian ngắn nhất trong không gian (sứ mệnh đơn lẻ)                            | 12 ngày, 15 giờ và 25 phút (Thần Châu 9)       | Lưu Dương              | Ít nhất 1 nhiệm vụ (không bao gồm 0 nhiệm vụ)                                     |
| Thời gian ngắn nhất trong không gian (tích luỹ)                                  | 195 ngày 50 phút (Thần Châu 9 và Thần Châu 14) | Lưu Dương              | Ít nhất 1 nhiệm vụ (không bao gồm 0 nhiệm vụ)                                     |
| Thời gian hoạt động ngoài cabin (EVA) dài nhất (đi bộ ngoài không gian một lần)  | 6 giờ 25 phút (Thần Châu 13)                   | Vương Á Bình           |                                                                                   |
| Thời gian hoạt động ngoài cabin (EVA) dài nhất (tích luỹ)                        | 6 giờ 25 phút (Thần Châu 13)                   | Vương Á Bình           |                                                                                   |
| Thời gian hoạt động ngoài cabin (EVA) ngắn nhất (đi bộ ngoài không gian một lần) | 6 giờ 7 phút (Thần Châu 14)                    | Lưu Dương              | Ít nhất 1 lần đi bộ ngoài không gian (không bao gồm 0 lần đi bộ ngoài không gian) |
| Thời gian hoạt động ngoài cabin (EVA) ngắn nhất (tích luỹ)                       | 6 giờ 7 phút (Thần Châu 14)                    | Lưu Dương              | Ít nhất 1 lần đi bộ ngoài không gian (không bao gồm 0 lần đi bộ ngoài không gian) |
| Sứ mệnh không gian tối đa                                                        | 2 sứ mệnh                                      | Vương Á Bình Lưu Dương |                                                                                   |
| Sứ mệnh không gian tối thiểu                                                     | 2 sứ mệnh                                      | Vương Á Bình Lưu Dương | Ít nhất 1 nhiệm vụ (không bao gồm 0 nhiệm vụ)                                     |
| Hoạt động ngoài cabin (EVA) tối đa                                               | 2 EVA                                          | Vương Á Bình Lưu Dương |                                                                                   |
| Hoạt động ngoài cabin (EVA) tối thiểu                                            | 2 EVA                                          | Vương Á Bình Lưu Dương | Ít nhất 1 lần đi bộ ngoài không gian (không bao gồm 0 lần đi bộ ngoài không gian) |

### Trích dẫn
1. ↑  "Chị Lưu Dương, "Nữ phi hành gia" đầu tiên của Trung Quốc - Đài phát thanh quốc tế Trung Quốc". vietnamese.cri.cn. Truy cập ngày 20 tháng 10 năm 2023.
2. ↑  "China recruiting women for space travel - UPI.com". UPI (bằng tiếng Anh). Truy cập ngày 20 tháng 10 năm 2023.
3. ↑  Mark MacKinnon (ngày 11 tháng 6 năm 2012). "Want to be a female taikonaut in China? You better smell good, and no scars". Globe and Mail.
4. ↑  "新华视点：聚焦中国首位"女太空人"刘洋". www.gov.cn. Truy cập ngày 20 tháng 10 năm 2023.
5. ↑  "女航天员禁止生育？这些和太空有关的谣言扯到天际-新华网". m.xinhuanet.com. Bản gốc lưu trữ ngày 3 tháng 10 năm 2023. Truy cập ngày 20 tháng 10 năm 2023.
6. ↑  "Exclusive interview: Astronauts selection process". CCTV. ngày 16 tháng 6 năm 2012. Bản gốc lưu trữ ngày 13 tháng 12 năm 2014. Truy cập ngày 16 tháng 6 năm 2013.
7. ↑  "June 16, 2012 7:07 AM PrintText China sends its first woman into space". CBS News. Truy cập ngày 16 tháng 6 năm 2012.
8. ↑  Clara Moskowit (ngày 15 tháng 6 năm 2012). "China Unveils Astronaut Crew, 1st Female Spaceflyer, for Saturday Launch". Space.com. Truy cập ngày 16 tháng 6 năm 2012.
9. ↑  VnExpress. "Trung Quốc phóng thành công tàu Thần Châu 10". vnexpress.net. Truy cập ngày 20 tháng 10 năm 2023.
10. ↑  "Spaceflight Now | Shenzhou Mission Report | Successful start for China's fifth human spaceflight". www.spaceflightnow.com. Truy cập ngày 20 tháng 10 năm 2023.
11. ↑  "中国第三批预备航天员选拔启动". www.sohu.com. Truy cập ngày 20 tháng 10 năm 2023.[liên kết hỏng]
12. ↑  "我国第三批预备航天员选拔工作顺利完成 18名预备航天员入选-新华网". www.xinhuanet.com. Truy cập ngày 20 tháng 10 năm 2023.
13. ↑  关晓萌. "18 picked for nation's 3rd generation of astronauts". www.chinadaily.com.cn. Truy cập ngày 20 tháng 10 năm 2023.
14. ↑  "Người phụ nữ đứng sau sứ mệnh Mặt trăng Chang'e-5 của TQ". BBC News Tiếng Việt. Truy cập ngày 20 tháng 10 năm 2023.
15. 1 2 3  "China unveils Shenzhou 13 crew for next mission to Tiangong space station". South China Morning Post. Truy cập ngày 15 tháng 10 năm 2021.
16. ↑  thanhnien.vn (ngày 8 tháng 11 năm 2021). "Người phụ nữ Trung Quốc đầu tiên đi bộ trong không gian". thanhnien.vn. Truy cập ngày 20 tháng 10 năm 2023.
17. ↑  Srinivas Laxman (ngày 16 tháng 6 năm 2012). "Shenzhou-9 Launches into Space With China's First Woman Astronaut". Asian Scientist.
18. ↑  Jason Davis (ngày 16 tháng 6 năm 2012). "Shenzhou-9 reaches orbit". Planetary Society.
19. ↑  Jonathan Amos (ngày 18 tháng 6 năm 2012). "Shenzhou-9 docks with Tiangong-1". BBC News.